# Café De Engelbewaarder

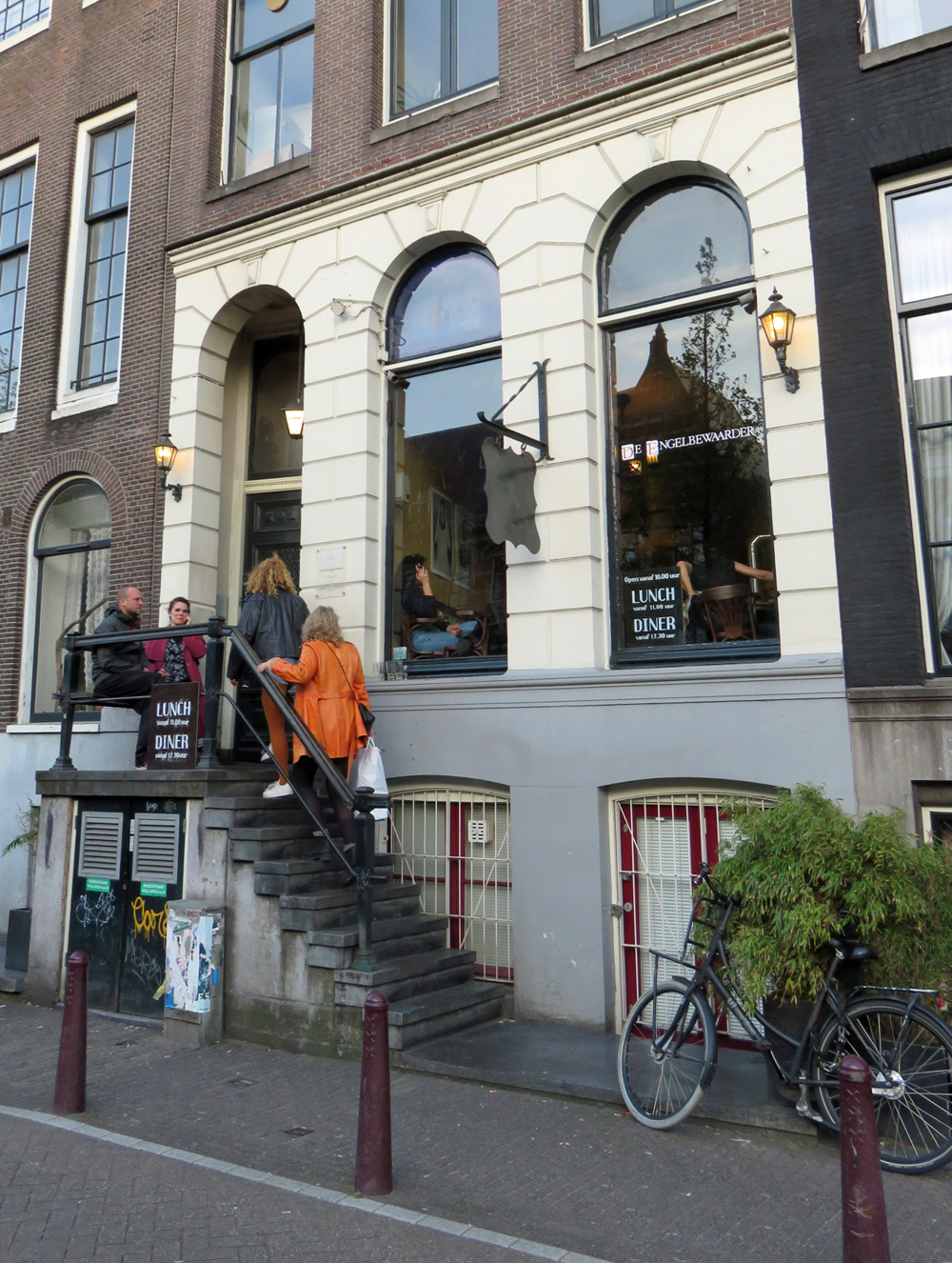
Café De Engelbewaarder in 2018

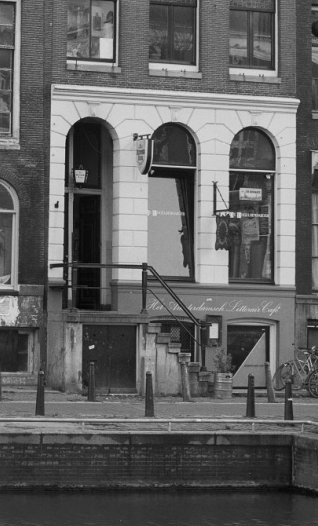
Detail van Kloveniersburgwal 59, met het Amsterdamsch Literair Café. Foto uit 1986.

De Engelbewaarder is een bruin café in Amsterdam. Het bevindt zich op de bel-etage in het pand Kloveniersburgwal 59. Het pand is een rijksmonument. Het café, met de oorspronkelijke naam, Het Amsterdamsch litterair café De Engelbewaarder, is vernoemd naar de roman Herinneringen van een Engelbewaarder van W.F. Hermans. Het uithangbord aan de gevel is een ontwerp van Joep Paulussen. De Engelbewaarder was het eerste literaire café in Nederland.

## Geschiedenis
Het café werd door de middelbareschoolvrienden Bas Lubberhuizen en Jan in ’t Hout (1944-1990) op vrijdag 1 september 1971 als literair café geopend. Het café beschikte over een goed gesorteerde leestafel en er werden regelmatig boekveilingen georganiseerd. Meer dan 10 jaar lang hebben schrijvers, muzikanten en poëten er hun podium en publiek gevonden. Bekende bezoekers waren onder andere Hans Verhagen, Johnny van Doorn en Wim T. Schippers. In het café werden lezingen gehouden. Ook vonder er schaakwedstrijden plaats evenals de wereldkampioenschappen flipperen.
In 1975 begonnen vrienden van het café met de uitgave van het 'kwartaalschrift' De Engelbewaarder onder leiding van Thijs Wierema. Het tijdschrift was bedoeld om auteurs die weinig aandacht kregen van de uitgevers een podium te bieden. Ook vonden er exposities plaats.
In 1982 veranderde het karakter van het café. Het kreeg een andere uitbater en werden er op zondag jamsessies georganiseerd. Onder leiding van de Amerikaanse drummer King L. Mock (Chicago, USA, 21 mei 1935 – Amsterdam, 4 mei 2010) werden de sessies breder bekend. Muzikanten zoals Woody Shaw, Archie Shepp en David Murray hebben er opgetreden. Sinds de jaren '90 staat de sessie onder leiding van Sean Bergin, saxofoon, dwarsfluit (Durban, Zuid-Afrika, 29 Juni 1948 – Amsterdam, 1 September 2012), Jacko Schoonderwoerd, contrabas, Victor de Boo, drums en Leo Bouwmeester, piano.

## Inrichting
Het interieur van het café is deels afkomstig uit De oude Postbar in de Gravenstraat. Op enkele wettelijk verplichte aanpassingen na is er weinig aan het interieur veranderd.
In de nu overdekte binnenplaats bevindt zich de ‘Spiegeltafel’, genoemd naar de antieke spiegel uit De oude Postbar die daar is opgehangen. De pianola die er tegenover stond is in 1982 verhuisd naar het Geelvinck Pianola Museum.
Boven de bar hangt een zwart-witfoto aan de muur, de enige foto van Joseph Roth in Amsterdam. Deze foto is gebruikt in het boek Joseph Roth in Nederland, een uitgave van het kwartaalschrift De Engelbewaarder.
Op die foto zit Joseph Roth in het Noord-Zuid Hollandsch Koffiehuis bij het Centraal Station met een aantal Nederlandse kunstenaars. Wiel van der Randen maakte het groepsportret. De foto werd gemaakt bij wijze van afscheid, op de dag dat Roth uit Amsterdam vertrok.